# Татяна Лемачко
Татяна Лемачко (на руски: Татьяна Мефодиевна Лемачко; на немски: Tatjana Lematschko) е швейцарска шахматистка от руски произход, състезавала се за България през периода 1974 – 1982 г. Става гросмайстор за жени през 1977 г.
Лемачко е 5-кратна шампионка на България по шахмат (1974, 1975, 1978, 1979 и 1981). Участва в 4 шахматни олимпиади за отбора на България и в 10 за Швейцария. Изиграва 165 партии (83 победи, 54 равенства и 28 загуби). Член е на отбора на България за олимпиадата в Меделин (Колумбия) през 1974 г., където печели индивидуален и отборен бронзов медал. През 1976 г. е победителка на балканиадата по шахмат. За отбора на Швейцария има 3 индивидуални медала – златен, сребърен и бронзов.
Няколко пъти е сред претендентките за световната титла по шахмат при жените. През 1976 г. играе на междузоналния турнир в Розендал (Холандия), където разделя 3-4-то място с Александра Ван дер Мийе, впоследствие губи в 1-ви кръг на турнира на претендентките срещу Елена Ахмиловска. През 1979 г. печели междузоналния турнир в Аликанте (Испания), но през 1980 г. в Одеса губи на четвъртфиналите в мачовете на претендентките от Марта Литинска. През 1982 г. след постигнато 3-то място на междузоналния турнир в Бад Кисинген (Германия) отново получава възможност да играе в мачовете на претендентките. Губи от Нана Александрия в първи кръг през 1983 г. в Аликанте.

## Турнирни резултати
- 1974: Пловдив – 1 м.
- 1978: Перник – 1 м.
- 1980: Бъйле Херкулане (Румъния) – 1 м.
- 1981: Пловдив – 1 м., Будапеща (Унгария) – 2 м.
- 1982: Пловдив – 1 м.

## Участия на шахматни олимпиади
| Година | Организатор  | Отбор     | Класиране (отборно) | Дъска    |
| 1974   | Меделин      | България  | 3                   | Първа    |
| 1978   | Буенос Айрес | България  | 7                   | Първа    |
| 1980   | Ла Валета    | България  | 9                   | Първа    |
| 1982   | Люцерн       | България  | 14                  | Първа    |
| 1984   | Солун        | Швейцария | 12                  | Първа    |
| 1986   | Дубай        | Швейцария | 23                  | Първа    |
| 1988   | Солун        | Швейцария | 21                  | Първа    |
| 1990   | Нови Сад     | Швейцария | 28                  | Първа    |
| 1992   | Манила       | Швейцария | 19                  | Първа    |
| 1994   | Москва       | Швейцария | 37                  | Първа    |
| 1996   | Ереван       | Швейцария | 53                  | Първа    |
| 1998   | Елиста       | Швейцария | 52                  | Първа    |
| 2004   | Калвия       | Швейцария | 14                  | Първа    |
| 2008   | Дрезден      | Швейцария | 40                  | Четвърта |